# Polly
Polly is een nummer van de Amerikaanse grungeband Nirvana. Het is het zesde nummer van Nirvana's tweede studioalbum, Nevermind. Het nummer werd geschreven voor het debuutalbum Bleach, maar werd daarop weggelaten omdat voorman Kurt Cobain vond dat dit niet in het grunge-imago van de band paste.
De tekst is gebaseerd op een waargebeurd verhaal over een verkrachting in Tacoma, Washington. Het meisje was veertien en kwam terug van een punkconcert toen ze ontvoerd en verkracht werd.
Polly is een jaar eerder opgenomen dan de rest van het Nevermind album. De bekkens worden op de studioversie niet gespeeld door drummer Dave Grohl maar door toenmalige drummer Chad Channing.
Het nummer werd ook gespeeld in de MTV-Unplugged-sessie van Nirvana, en staat als zodanig eveneens op het album MTV Unplugged in New York.

## NPO Radio 2 Top 2000
| Nummer met noteringen in de NPO Radio 2 Top 2000 | '18  | '19  | '20  | '21  | '22  | '23  |
| ------------------------------------------------ | ---- | ---- | ---- | ---- | ---- | ---- |
| Polly                                            | 1793 | 1583 | 1581 | 1672 | 1792 | 1970 |

1. ↑  Een vetgedrukt getal geeft de hoogste notering aan.
2. ↑  2018 was het eerste jaar met een notering voor dit nummer.
3. ↑  Deze tabel is bijgewerkt tot en met de laatste editie (2024).